# Holy Trinity Church (Fresno)
De Holy Trinity Church (Nederlands: Kerk van de Heilige Drie-eenheid, Armeens: Սուրբ Երրորդություն եկեղեցի) is een Armeens-Apostolische kerk in de Californische stad Fresno. De kerk is gelegen op 2260 Ventura Street in het centrum van de stad.
De door Lawrence Karekin Cone ontworpen kerk is in 1914 gebouwd en is een van de eerste gebouwen in Armeense stijl binnen de Verenigde Staten. Sinds de opening is het een belangrijke ontmoetingsplek voor de Armeniërs in de stad.
De kerk is de oudste Armeense kerk in de Westelijke Verenigde Staten en de oudste nog bestaande kerk in het land. Het gebouw is op 1 juli 1986 toegevoegd aan het National Register of Historic Places.